# Сіваз
Сіваз (узб. Sevaz, Севаз) — міське селище в Узбекистані, в Кітабському районі Кашкадар'їнської області.
Статус міського селища з 2009 року.